# Tandemhubschrauber

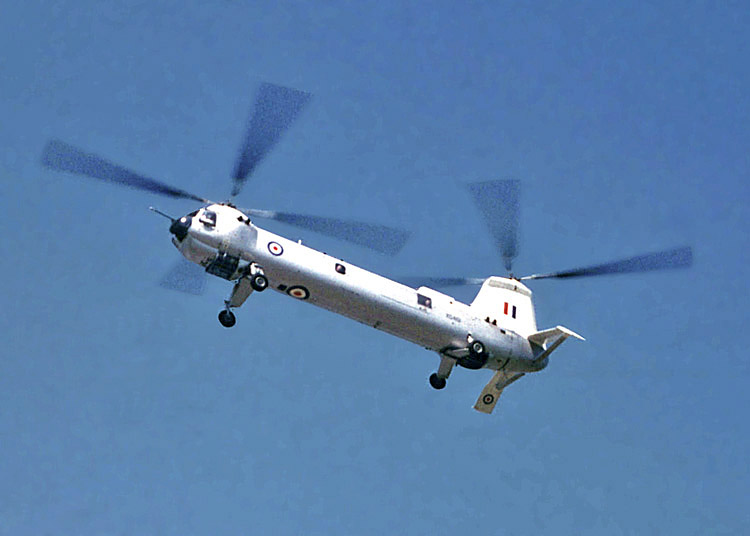
Bristol Belvedere der Royal Air Force, 1961 in Dienst gestellt.

Tandemhubschrauber bezeichnet eine Hubschrauber-Konfiguration, bei der in der Regel zwei gleich große Hauptrotoren verwendet werden, deren Gegendrehmomente (Giermoment) sich durch einen gegenläufigen Drehsinn ausgleichen. Ein Heckrotor ist damit entbehrlich und die volle Motorleistung steht dem Auftrieb zur Verfügung. Dies gilt grundsätzlich auch für Hubschrauber mit transversalen Rotoren (nebeneinander, meist an Auslegern) sowie den Flettner-Doppelrotor, die aber andere Flugeigenschaften aufweisen.

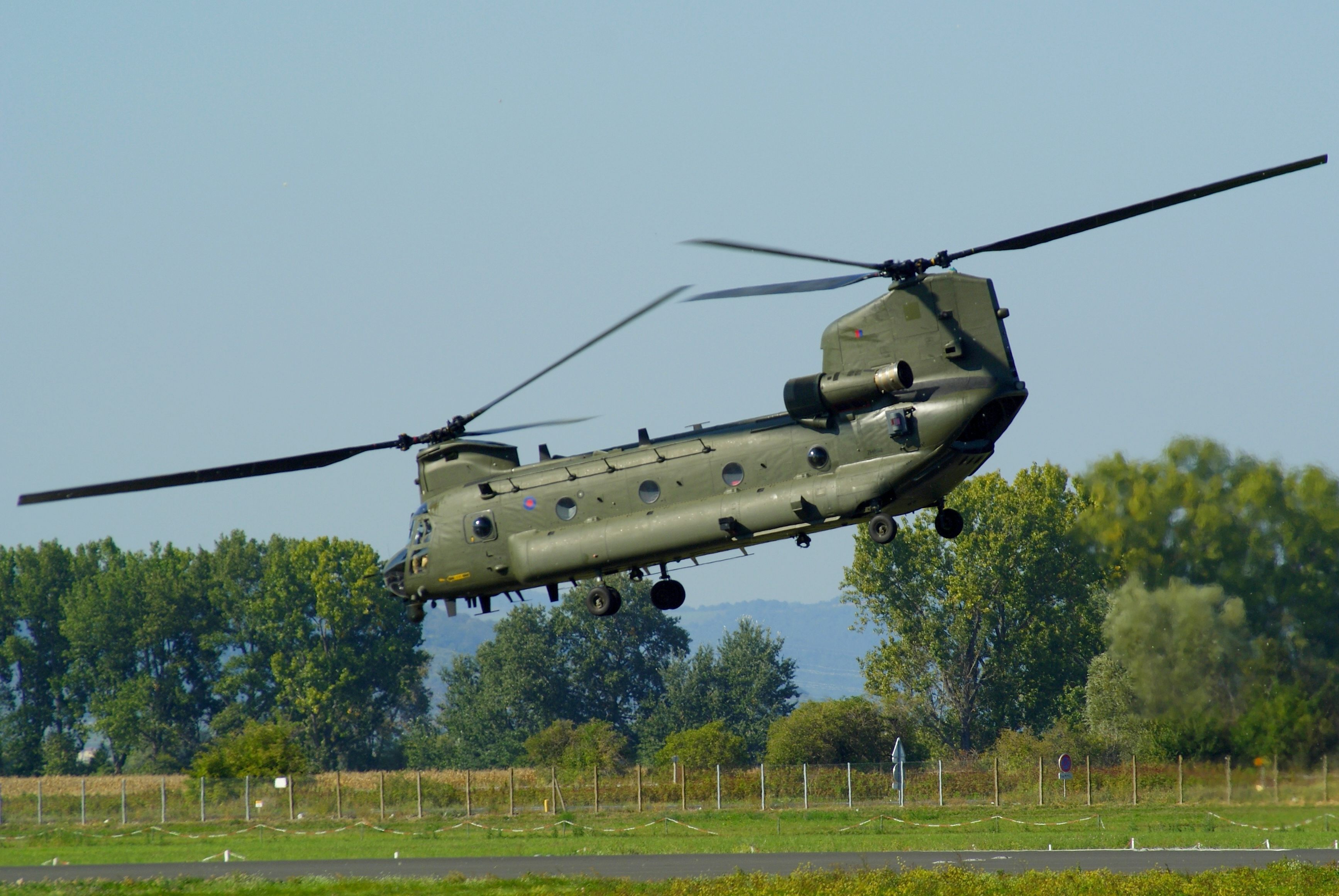
Boeing Chinook Helikopter

## Technik
Die Rotoren sind in Flugrichtung hintereinander angeordnet, wobei die hintere der beiden Rotorebenen stets höher als die vordere ist. Durch die Koppelung beider Rotoren über ihre Antriebswellen ist für ihren synchronen Lauf bei allen Betriebszuständen gesorgt. Die Rotoren sind weiterhin so angesetzt, dass sie in der Draufsicht ineinander kämmen, also nie zwei Blätter übereinander stehen, und sich daher bei Schlagbewegungen nicht berühren können.
Die Bauart verlangt einen Mindestachsabstand der beiden Rotoren von mehr als einer Blattlänge. Aus strömungstechnischen Gründen werden sie aber so weit voneinander angeordnet, dass sich die Rotorebenen meist nur wenig überdecken. Zwangsläufig ergibt sich daraus eine große Länge des Hubschraubers.
Bei Hubschraubern mit einer Gesamtmasse unter neun Tonnen wird das Heckrotorkonzept eindeutig im Vorteil gesehen, bis etwa dreißig Tonnen Startmasse werden die beiden Systeme etwa gleichwertig gesehen, während bei schwereren Hubschraubern die Tandemausführung klare Vorteile besitzt. Dabei kommen folgende Vor- und Nachteile der Tandem-Bauweise gegenüber einem konventionellen Haupt- bzw. Heckrotorsystem zum Tragen:

### Vorteile
- Da der Heckrotor entfällt, der sonst die Leistung bis zu 25 % reduziert, steht hier die ganze Antriebsleistung zur Schuberzeugung zur Verfügung. Auch die seitliche Drift ist nicht vorhanden.
- Der konstruktive Aufwand für den Heckrotor entfällt, während die beiden Hauptrotoren – bis auf die unterschiedliche Drehrichtung – weitestgehend identisch aufgebaut sein können.
- Bei gleicher Blattspitzengeschwindigkeit können die im Durchmesser kleineren Tandemrotoren schneller drehen, bei niedrigerem Drehmoment und damit niedrigerem Gewicht des Getriebes.
- Die große Schwierigkeit, beim Einzelrotor die engen Schwerpunktsgrenzen wegen des sonst damit verbundenen Verlusts an Steuerweg einzuhalten, entfällt bei der Tandemanordnung. Schwerpunktverschiebungen können hier durch differenzierte Kollektivverstellung zwischen vorderem und hinterem Rotor ausgesteuert werden.

### Nachteile
- Derartige Hubschrauber neigen dazu, den Rumpf nicht von allein in Flugrichtung zu halten, sondern sich mit Schiebewinkeln bis zur völligen Querstellung fortzubewegen. Bei Heckrotor-Hubschraubern wirkt der lange Heckausleger wegen des großen Abstands vom Schwerpunkt aufgrund des Windfahneneffektes zumindest bei höheren Vorwärtsgeschwindigkeiten als Seitenleitwerk und bewirkt eine gewisse Ausrichtung und Gier-Stabilisierung der Zelle in Richtung der Fahrtwindanströmung. Anders bei Tandemanordnung, wo der lange Rumpf sowohl vor dem Schwerpunkt als auch dahinter große seitliche Flächen aufweist, die eher das Querstellen zur Flugrichtung begünstigen, als stabilisierend in Flugrichtung zu wirken. Das Geradehalten braucht so ständige Steuereingaben des Piloten und bleibt trotzdem „schwammig“. In manchen Situationen ist der Mangel an Längsstabilität wiederum vorteilhaft, weil sich der Tandemhubschrauber dort wenig empfindlich dagegen zeigt, woher der Wind kommt.
- Durch die weit vom Schwerpunkt angeordneten Massen ergeben sich ein höheres Trägheitsmoment um die Hochachse und somit geringere Wendigkeit.
- Den beiden unmittelbar hintereinander angeordneten Rotoren steht – sofern sich der Hubschrauber nicht im Schwebeflug befindet – eine erheblich kleinere unbeeinträchtigte Luftmasse zur Verfügung als bei einem Einzelrotor oder zwei nebeneinander angeordneten Rotoren. Bei jenen erfasst jeder Rotor bzw. der Einzelrotor seine eigene ruhende Luftmasse, um diese zur Auftriebserzeugung nach unten zu beschleunigen, während beim Tandem trotz höher sitzendem hinteren Rotor ein großer Teil der von den vorderen Rotorblättern bereits als Effekt der Auftriebsgewinnung nach unten beschleunigten Luft auch noch in den Bereich des hinteren Rotors kommt. Durch diese vom vorderen Rotor erzeugte Abwindkomponente wird die Auftriebserzeugung in der hinteren Rotorkreisfläche beeinträchtigt und insgesamt für die gleiche Hubkraft eine größere Antriebsleistung erforderlich. Der Nachteil kann beispielsweise vermieden werden, wenn ein Tandem-Hubschrauber seinen Steigflug mit nahezu quer stehendem Rumpf macht, zumindest so lange, bis die Zunahme des Rumpfwiderstands die Einnahme der normalen Vorwärtsrichtung erfordert.
- Durch die bei aktuellen Tandemhubschrauber-Typen übliche Montage der Triebwerke im Heckbereich in der Nähe des hinteren Hauptgetriebes ist eine relativ lange Verbindungswelle vom hinteren zum vorderen Rotorgetriebe erforderlich. Diese ist konstruktiv entsprechend stark und ausfallsicher auszuführen, insbesondere hat diese Welle jederzeit zuverlässig eine Synchronisation der Rotoren zu gewährleisten, auch zum Beispiel für den Fall, dass durch Triebwerksstörungen eine Autorotationslandung erforderlich wird.
- Getriebe und Rotorkopf gehören zu den kompliziertesten und teuersten Komponenten eines Hubschraubers, was die Kosten einer Tandemanordnung sowohl bei Anschaffung als auch Wartung deutlich erhöht.
- Die Steifigkeit des langen Rumpfes ist eine wesentliche Herausforderung bei der Konstruktion: Dieser wird auf Biegung in Nickachse und Hochachse ebenso wie auf Torsion in der Längsachse stark beansprucht.

### Steuerung
Die Steuerung erfolgt wie bei Einzelrotoren durch Taumelscheiben in den beiden Rotorköpfen:
- Steigen und Sinken werden durch gleichzeitige und gleich große Änderung der Einstellwinkel aller Rotorblätter gesteuert (Kollektiv-Pitch).
- Nickbewegungen werden durch eine differentielle Kollektivverstellung und kollektive zyklische Verstellung (längs) der beiden Rotoren bewirkt, die der regulären Gesamt-Pitcheingabe überlagert wird.
- Um die Längsachse (Rollen) wird durch kollektive zyklische Blattverstellung (seitlich) an beiden Rotoren gesteuert.
- Zum Drehen (Gieren) um die Hochachse werden die beiden Rotorebenen differentiell zyklisch verstellt (seitlich).

## Typen
Der erfolgreichste Hersteller von Hubschraubern mit Tandemrotoren ist bis heute Boeing-Vertol mit zwei Modellen, die in zivilen und militärischen Ausführungen gebaut wurden:
- Boeing-Vertol 107 (CH-46 Sea Knight)
- CH-47 Chinook

Weitere verbreitete Tandem-Hubschrauber waren daneben:
- Piasecki H-21 „Fliegende Banane“
- Jakowlew Jak-24 „Fliegender Waggon“
- Bristol 173
- Bristol 192 Belvedere

## Tandem-Modellhubschrauber
Auch als Modellhubschrauber kommen Tandemhubschrauber zum Einsatz. In der Regel entsprechen diese konstruktiv grundsätzlich den manntragenden Exemplaren; in der Praxis werden jedoch meist statt Wellenantrieben als Verbindung der Rotorgetriebe die leichter verfügbaren Zahnriemen verwendet, die ebenfalls eine Synchronisation der Rotoren sicherstellen. Aus Schwerpunktsgründen wird der Antriebsmotor meist mittig zwischen den Hauptrotoren angeordnet.
Bei den in jüngster Zeit eingesetzten Indoor-Fertigmodellen mit Tandem-Koaxialrotoren wird von den Konstruktionsprinzipien insofern abgewichen, als dass durch die Drehzahlsteuerung (jeder Einzelrotor wird von einem eigenen Elektromotor angetrieben, also vier Motoren insgesamt) mit festem Blattanstellwinkel (Fixed pitch) Anpassungen erforderlich sind. Hier wird oft der Abstand der Hauptrotoren so groß gewählt, dass diese mangels Überschneidung nicht synchronisiert werden müssen. Auch abweichende Steuerungsmodi (z. B. Nicksteuerung durch zyklisches Vorwärtssteuern statt der Pitch-Differenzierung) sind hier möglich.
Technisch bemerkenswert an diesen Leichtmodellen ist, dass diese konstruktive Grundprinzipien verknüpfen (Koaxialrotoren in Tandemanordnung), welche in der manntragenden Luftfahrt bisher in dieser Kombination nicht realisiert wurden.